# Patrice Abeille
Pour les articles homonymes, voir Abeille.
Patrice Abeille, né le 9 mars 1954 à Annecy et mort le 20 juillet 2013 à Sainte-Reine, est un homme politique indépendantiste de Savoie. En 1995, Jean de Pingon, fondateur de la Ligue savoisienne, forme le bureau de ce mouvement et demande à Patrice Abeille d'en devenir le secrétaire général. En 2007, Patrice Abeille devient le président de Savoie Europe Liberté, mouvement liant la Ligue au Mouvement Région Savoie.

## Biographie

### Jeunesse et formation
Fils de dentistes, d’un milieu plutôt aisé, Patrice Abeille fait sa classe préparatoire au lycée du Parc à Lyon avant d’intégrer l’École normale supérieure, où il étudie de 1973 à 1977.
Il adhère brièvement au PCF pendant ses études rue d’Ulm, se défendant ensuite d’avoir agi autrement que sous le coup de la contrainte du milieu (« c'était la mode, tout le monde y était, les profs comme les élèves »). Il commence par enseigner les lettres classiques, au lycée franco-allemand de Berlin-Ouest puis à Charleville-Mézières, mais finit par renoncer à la carrière de professeur. Rentré à Annecy en 1981, il y transforme le chalet familial en pension louant des chambres d'hôtes.

### Engagement pour la Ligue savoisienne
À la suite d'un article de Jean de Pingon dans Le Faucigny, en 1993, il s’engage dans la création d’un mouvement indépendantiste (désannexionniste) savoisien, qui devient la Ligue savoisienne. Il en est secrétaire en 1995, puis secrétaire général en 1996 et deviendra le premier « chef du gouvernement provisoire de la Savoie »,, en exil à Genève.

### Parcours politique
Pour la première campagne électorale où s’engage la Ligue savoisienne, il est tête de liste en Haute-Savoie lors des régionales de 1998. La liste obtient 6,09 % des voix, ce qui permet à Patrice Abeille de siéger au conseil régional de Rhône-Alpes comme unique représentant de son parti. Il n’est pas réélu en 2004.
Il se présente à d'autres élections pour défendre le projet savoisien. Candidat dans la 1re circonscription de la Haute-Savoie (Annecy), il rassemble 1,79 % des suffrages lors des législatives de 2002 et seulement 0,01 % en 2007. 
En 2008, il est élu conseiller municipal de Sainte-Reine. Lors des élections cantonales de 2011 dans le canton du Châtelard, il n'obtient que 1,55 % des suffrages.
Enfin lors des législatives de 2012 dans la 4e circonscription de la Savoie (Chambéry-Bauges), il recueille 1.57 % des suffrages.
En octobre 2012, il déclare la suspension de la Ligue savoisienne, un an avant sa mort.

## Œuvre
- Renaissance Savoisienne - Le Livre Blanc, éditions Cabédita, 1998.